# Antonio Cariglia
Antonio Cariglia (né le 28 mars 1924 à Vieste, mort le 20 février 2010 à Pistoia) est un homme politique italien, secrétaire national du Parti social-démocrate italien.
Il est élu député européen en juin 1979.